# Marinus van den Born
Marinus Alijdus van den Born (Ede, 10 september 1922 - Woeste Hoeve, 8 maart 1945) was een Nederlandse verzetsstrijder in de Tweede Wereldoorlog. Hij werd door de Duitsers gepakt tijdens Operatie Pegasus II en later geëxecuteerd.

## Levensloop
Van den Born was de zoon van Jan van den Born en Martha Klomp. Zelf werkte hij als beheerder op het landgoed De Hindekamp. Zijn vader werd door de Edese verzetsleider Derk Wildeboer gevraagd als gids op te treden tijdens Operatie Pegasus 2. Tijdens deze actie wilde het verzet in november 1944 een groot aantal Britse parachutisten die na de Slag om Arnhem in de regio waren achtergebleven, en neergestorte geallieerde piloten dwars door de Duitse linies heen smokkelen naar bevrijd gebied. Bij Operatie Pegasus 1 een maand eerder waren op die manier honderdveertig man ontsnapt.
Vader Van den Born wilde vanwege zijn gezin niet meegaan. In plaats daarvan bood zijn zoon Marinus zich aan als vrijwilliger. De actie was niet heel goed georganiseerd. De groep was veel te groot waardoor de tocht naar de Rijn veel te langzaam verliep. In opdracht van de Britse majoor Maguire viel het besluit een deel van de route af te snijden. Daarbij liep de colonne recht op een Duitse artilleriestelling af. Er ontstond een vuurgevecht en de groep viel uit elkaar. De groep van Van den Born bestond nog uit zeventien man. Op aanstalten van de Britse officier Maguire werd besloten de wapens te begraven. De groep verborg zich in een bomkrater vlak bij een Duitse artilleriestelling. Een Duitse soldaat die geluiden had gehoord begaf zich door het struikgewas en trof de zeventien man aan.
Van den Born droeg weliswaar een geallieerd uniform, maar zijn Engels was onvoldoende waardoor hij door de mand viel. Het feit dat Van den Born een Nederlander was betekende dat hij niet werd gezien als krijgsgevangene, maar als partizaan en daarmee volgens Duitse richtlijnen niet onder de Derde Geneefse Conventie viel. Ditzelfde gold voor meerdere deelnemers aan de cross, waaronder Johann Heyen en een andere gids Bram Streefland. Het drietal werd overgebracht naar het regionale hoofdkwartier van de Sicherheitsdienst De Wormshoef in Lunteren. Op 3 december werd Van den Born door Johnny de Droog, Ries Jansen en Emil Rappard meegenomen op de fiets om de verzamelplek van de deelnemers aan de massa-ontsnapping aan te wijzen. Vier dagen later werden de gevangenen overgebracht naar de Rotterdamsche Bank in Velp, waar de Duitsers een gevangenis hadden ingericht. Op 6 februari 1945 volgde transport naar de De Kruisberg in Doetinchem.
In de nacht van 6 op 7 maart 1945 raakte de SS-officier Hanns Albin Rauter, de Duitse leider van de politie in Nederland, bij de Woeste Hoeve op de oostelijke Veluwe zwaargewond bij een toevallige aanslag. Op 8 maart 1945 executeerden de Duitse bezetters als wraak 117 gevangenen, waaronder Marinus van den Born, bij de plaats van de aanslag.

## Postuum
Van den Borns stoffelijke resten werden herbegraven op de Algemene Begraafplaats van Ede. Bij Het Mausoleum in Ede hangt een steen met zijn naam erop. Van de Amerikaanse regering ontving hij postuum de Medal of Freedom.